# Aarti Chhabria
Aarti Chabria of Aarti Chhabria (Bombay, 21 november 1982) is een voormalig Indiaas actrice en model. Haar debuut als hoofdrolspeelster maakte ze in de Bollywood-film Tumse Achcha Kaun Hai (2002). Van 2001 tot en met 2016 heeft Chhabria in 27 films een rol vertolkt.

## Carrière
Aarti Chabria begon op 3-jarige leeftijd met modellenwerk. Ze verscheen in meer dan 300 commercials. Na het voltooien van haar opleiding verkreeg Chabria bekendheid toen ze in november 1999 werd gekroond tot "Miss India Worldwide 2000".
Ze verscheen vervolgens in verschillende muziekvideo’s, waaronder “Teri Chaahat Mein” van Harry Anand,  "Nasha Hi Nasha Hai” van Sukhwinder Singh en "Roothe Hue Hai Kyo” van Adnan Sami.

## Filmografie
| Jaar | Film                             | Rol                                | Taal    | Notitie                                      |
| ---- | -------------------------------- | ---------------------------------- | ------- | -------------------------------------------- |
| 2001 | Madhura Kshanam                  | Anuja                              | Telugu  |                                              |
| 2001 | Lajja                            | Sushma                             | Hindi   |                                              |
| 2002 | Awara Paagal Deewana             | Tina Chappu                        | Hindi   |                                              |
| 2002 | Tumse Achcha Kaun Hai            | Naina Dixit                        | Hindi   |                                              |
| 2003 | Raja Bhaiya                      | Pratibha Sahni/ Radha              | Hindi   |                                              |
| 2003 | Okariki Okaru                    | Subbalakshmi                       | Telugu  |                                              |
| 2004 | Intlo Srimathi Veedhilo Kumari   | Anjali                             | Telugu  |                                              |
| 2004 | Ab Tumhare Hawale Watan Saathiyo | vrouw van Trilok                   | Hindi   | gastoptreden                                 |
| 2005 | Aham Premasmi                    | Apsara                             | Kannada |                                              |
| 2005 | Shaadi No. 1                     | Rekha Kothari                      | Hindi   |                                              |
| 2005 | Ssukh                            | Bhavna Rakesh Verma                | Hindi   |                                              |
| 2006 | Teesri Aankh: The Hidden Camera  | Aarti                              | Hindi   |                                              |
| 2007 | Shootout At Lokhandwala          | Tarannum                           | Hindi   |                                              |
| 2007 | Partner                          | Nikki                              | Hindi   | gastoptreden                                 |
| 2007 | Anamika                          | Anamika Shroff/ Anamika V. Sesodia | Hindi   | gastoptreden                                 |
| 2007 | Santha                           | Santha's vriendin                  | Kannada |                                              |
| 2007 | Heyy Babyy                       | Ali's ex-vriendin                  | Hindi   | gastoptreden                                 |
| 2008 | Dhoom Dadakka                    | Shivani Sawant                     | Hindi   |                                              |
| 2008 | Chintakayala Ravi                |                                    | Telugu  | nummer "Valla Valla"                         |
| 2008 | Gopi – Goda Meedha Pilli         | Monica                             | Telugu  |                                              |
| 2009 | Daddy Cool                       | Nancy Lazarus                      | Hindi   |                                              |
| 2009 | Toss                             | Sasha                              | Hindi   |                                              |
| 2009 | Rajani                           | Sandhya                            | Kannada |                                              |
| 2009 | Kisse Pyaar Karoon               | Natasha                            | Hindi   |                                              |
| 2010 | Milenge Milenge                  | Sofiya Rajeev Arora                | Hindi   |                                              |
| 2010 | Dus Tola                         | Suvarnalata Shastri                | Hindi   |                                              |
| 2013 | Vyah 70 km                       | Preeto                             | Punjabi |                                              |
| 2016 | Mumbai Varanasi Express          |                                    | Hindi   | producent, regisseur, schrijver (korte film) |